# Эмбер, Лоран
Лоран Мари Жозеф Эмбер (фр. Laurent-Marie-Joseph Imbert, 23 марта 1796 года, Мариньян, Франция — 21 сентября 1839 года, Сеул, Корея) — святой Римско-Католической Церкви, епископ, миссионер, мученик, член миссионерской конгрегации «Парижское общество заграничных миссий».

## Биография
Лоран Мария Иосиф Имбер родился 23 марта 1796 года в бедной семье. Обучался в семинарии Парижского Общества Заграничных Миссий. 18 декабря 1819 года был рукоположён в священника, в 1820 году был послан на миссию в Китай. С 1821 по 1822 год преподавал в высшей Духовной семинарии в Пенанге. В Китае прожил 12 лет в провинции Сычуань, основав там семинарию. 26 апреля 1836 года был рукоположён в епископа и в это же время Святой Престол назначил его Апостольским викарием Кореи.
В 1837 году из-за преследований христиан в Корее тайно прибыл в Корею из Маньчжурии. Лоран Мария Иосиф Имбер стал первым католическим епископом, который прибыл в Корею. Будучи епископом, всячески помогал преследуемым корейским католикам. Был арестован 10 августа 1839 года и препровождён в Сеул. В тюрьме его подвергли пыткам, чтобы он выдал известных ему верующих.
21 сентября 1839 года Лоран Мария Иосиф Имбер был казнён. Его тело было выставлено на публичное обозрение на несколько дней.

## Прославление
5 июля 1925 года был причислен к лику блаженных римским папой Пием XI. 6 мая 1984 года был причислен к лику святых Римским папой Иоанном Павлом II вместе с другими 103 корейскими мучениками.
День памяти в Католической церкви — 20 сентября.
Мощи святого Лаврентия хранятся в соборе Доброго Пастыря в Сингапуре.

## Источник
- Eugene Wijeysingha (2006), Going Forth… — The Catholic Church in Singapore 1819—2004, Titular Roman Catholic Archbishop of Singapore, ISBN 981-05-5703-5